# Raeford
Raeford è una città degli Stati Uniti d'America situata nella Carolina del Nord, nella Contea di Hoke, della quale è anche il capoluogo.